# The Chemical Wedding
The Chemical Wedding är ett musikalbum av Bruce Dickinson som gavs ut den 15 september 1998. Det är Dickinsons femte soloalbum.

## Tillkomst och tema
Albumet kom som uppföljare till Accident of Birth (1997) som varit en tydlig återgång för Bruce Dickinson till mer karaktäristisk hårdrock. The Chemical Wedding skulle bli tyngre och mer "modern" metall, och inför inspelningen fick Roy Z idén att använda bassträngar på elgitarrerna för ett tyngre ljud. Utöver Roy Z och Adrian Smith bestod bandet av Eddie Cassilas på bas och David Ingraham på trummor, som båda tillhörde Roy Z:s band Tribe of Gypsies och även spelade på Accident of Birth och  Balls to Picasso (1994). 
Albumet är konceptuellt med ett genomgående ockult fantasytema som till stor del baseras på alkemi och den engelske poeten och konstnären William Blakes diktsviter från sena 1700-talet och tidiga 1800-talet. Albumomslaget är Blakes målning "The Ghost of a Flea", och under skrivarbetet och studioinspelningen hade Dickinson satt upp Blake-målningar på väggarna i sin lägenhet.
Termen "Chemical Wedding" åsyftar sammanfogandet av vetenskap och ande och är tagen från den tyska esoteriska 1600-talsboken Christian Rosencreutz alkemiska bröllop år 1459. Termen har även använts av Hermetic Order of the Golden Dawn, som var ett magikersällskap under sena 1800-talet. Deras mest kända medlem var Aleister Crowley som tidigare influerat Dickinsons texter i låtar som Revelations och Moonchild.
Albumet gavs ut av Dickinsons eget skivbolag Air Raid Records. Albumturnén resulterade i livealbumet Scream for Me Brazil.

## Filmen med samma namn
Skräckfilmen Chemical Wedding från 2008, som Dickinson skrev manuset till, har samma titel som albumet och använder titellåten som ledmotiv.

## Låtlista
1. King In Crimson (Dickinson/Roy Z)
2. Chemical Wedding (Dickinson/Roy Z)
3. The Tower (Dickinson/Roy Z)
4. Killing Floor (Dickinson/Smith)
5. Book Of Thel (Dickinson/Roy Z/Casillas)
6. Gates Of Urizen (Dickinson/Roy Z)
7. Jerusalem (Dickinson/Roy Z)
8. Trumpets Of Jericho (Dickinson/Roy Z)
9. Machine Men (Dickinson/Smith)
10. The Alchemist (Dickinson/Roy Z)

Bonusspår på återutgåvan Expanded Edition från 2005 och på Spotify-versionen
- Return Of The King
- Real World
- Confeos

Return Of The King kommer från originalets japanska utgåva. Real World och Confeos är b-sidorna på Killing Floor-singeln.